# Dysgenika
Dysgenika – spadek częstości występowania cech uznawanych za społecznie pożądane lub generalnie adaptacyjne do środowiska, spowodowanego presją selekcyjną, która nie sprzyja ich reprodukcji.
W 1915 roku termin ten został użyty przez Davida Starra Jordana do opisania rzekomych szkodliwych skutków współczesnej wojny na poziomie genetycznej sprawności grupy, ponieważ miała ona tendencję do zabijania fizycznie zdrowych mężczyzn, podczas gdy niepełnosprawni pozostawali w domu. Podobne obawy były wyrażane przez wczesnych eugeników i darwinistów społecznych w XIX wieku i nadal odgrywały rolę w debatach naukowych oraz politycznych przez cały XX wiek.
Nowsze obawy dotyczące rzekomych efektów dysgenicznych w populacjach ludzkich zostały wysunięte przez kontrowersyjnego amerykańskiego psychologa Richarda Lynna, zwłaszcza w jego książce z 1996 roku „Dysgenics: Genetic Deterioration in Modern Populations”. Lynn argumentował, że zmiany w presji selekcyjnej oraz zmniejszona śmiertelność niemowląt od czasów rewolucji przemysłowej doprowadziły do zwiększonego rozprzestrzeniania się szkodliwych cech i zaburzeń genetycznych.
Pomimo tych obaw, badania genetyczne nie wykazały dowodów na istnienie efektów dysgenicznych w populacjach ludzkich. W recenzji książki Lynna, John R. Wilmoth zauważył: „Ogólnie rzecz biorąc, najbardziej zagadkowym aspektem alarmistycznego stanowiska Lynna jest to, że przewidywane przez eugeników pogorszenie przeciętnej inteligencji nie nastąpiło.”